# Cephalotes pileini
Cephalotes pileini är en myrart som beskrevs av De Andrade 1999. Cephalotes pileini ingår i släktet Cephalotes och familjen myror. Inga underarter finns listade.